# Weh dem, der lügt!
Weh dem, der lügt! ist der Titel eines Lustspiels von Franz Grillparzer, das am 6. März 1838 im Wiener Burgtheater uraufgeführt wurde. Grillparzer entnahm den Stoff der Historia Francorum von Gregor von Tours. Das Stück löste nach der Aufführung einen Skandal aus, der Grillparzer bewog, sich von der Öffentlichkeit zurückzuziehen. Von der Nachwelt wird Weh dem, der lügt! jedoch als eines der klassischen deutschen Lustspiele angesehen. In gedruckter Ausgabe erschien das Stück im Jahre 1840.
Bei Weh dem, der lügt handelt es sich um ein Lustspiel, welches in der Zeit der Merowinger spielt. Die komische Handlung basiert auf dem Versprechen des Küchenjungen Leon, die Rettung des von den Germanen gefangenen Neffen des Bischofs Gregor von Chalons durchzuführen, ohne ein einziges Mal zu lügen. Es erinnert an die Ausstrahlung des österreichischen Volkstheaters und an die Tradition des Barock. Das Stück wurde zuerst falsch verstanden, weil Leon sagen darf, was er will. Durch seine kecke Art wird er nicht ernst genommen, auch wenn er die Wahrheit spricht.
Wie der Großteil der Dramen Grillparzers ist auch Weh dem, der lügt! in fünffüßigen Jamben geschrieben.

## Beurteilung
Vordergründig geht es bei diesem Stück hauptsächlich um Lüge und Wahrheit. Doch es wird nicht nur das Zusammentreffen zweier Kulturen behandelt, die sich miteinander im Krieg befinden (heidnische Germanen und christliche Merowinger) und nicht zur Eintracht finden können, sondern auch der Sieg einer praktischen Vernunft (Leons, Edritas) über eine weltfremde Anschauung (Gregors). Die Komödie zeigt auch den Sieg einer Rebellion von gesellschaftlich Benachteiligten (Küchenjunge, junge Frau ohne Recht auf Selbstbestimmung) gegen die verkrustete Ordnung von Adel und Kirche.
Kindlers Literatur Lexikon befindet, das Stück werde von einem Humor getragen, der die Schwächen der Welt aufdecke, „um sie in höherer Sicht im Glauben an die göttliche Seinsordnung zu bejahen“.

## Eigenschaften der Personen
- Gregor: Bischof von Chalons, Onkel des Atalus. Hält an der Wahrheit fest, verabscheut die Lüge, denn ohne Lüge gäbe es keine Sünde. Spart an seinem eigenen Essen, damit er Geld zur Seite legen kann, um seinen Neffen von der Geiselnahme zu befreien. Das gehäufte Geld der Kirche von den Steuern und Spenden rührt er nicht an, weil es nicht sein privates ist.
- Atalus: Gregors Neffe, wurde als Geisel ausgezahlt, um Frieden im Land zu schließen. Allerdings wurde man betrogen, der Frieden nur erlogen, Atalus wird nach Ablauf der Jahresfrist trotzdem weiter behalten. Man verlangt für ihn hundert Pfund, was für seinen Onkel unglaublich viel aufzubringen ist. Er arbeitet als Pferdeknecht und betrachtet diese Arbeit höhergestellt als die eines Küchengehilfen, weil er so wenigstens mit ritterlich edlen Tieren zu tun hat. Verliebt ist er in Edrita, von welcher er glaubt, sie würde seine Gefühle erwidern. Er ist aber nur ein bisschen tölpelhaft, wehrt sich nicht und fühlt sich trotz allem zu etwas Besserem geboren.
- Leon: Küchengehilfe im Hause Gregors, mutiert aber zum Koch, damit Gregor sich nur eine Person leisten muss. Ist clever und geschickt und hat immer eine Antwort parat, was ihn sehr spitzfindig und wortgewandt macht. Er kann nicht mit ansehen, wie geizig sein Herr mit dem Geld umgeht, zumal er früher dem König im Heer hätte dienen wollen. Nachdem er aber diese hohe, müde, zerbrechliche Gestalt des Bischofs gesehen hatte, fand er seine Berufung, diese Person zu unterstützen. Wegen des von Gregor auferlegten Gebots der Wahrheit setzt er diese geschickt zum Zweck der Täuschung ein. Später findet er sehr wohl Gefallen an Edrita, die ihm nicht abgeneigt ist.
- Edrita: Ist die Tochter des Grafen Kattwald, ebenfalls nicht auf den Mund gefallen. Sie wollte mehr von den Lehren des einen Gottes hören, weil bei ihr zu Lande die germanischen Götter noch weit bekannt sind. Allerdings wurde es ihr verwehrt, weshalb sie Interesse an Leon findet. Sie weiß sich zu wehren und ihre Meinung durchzusetzen, was für die damalige Zeit wohl nicht üblich war. Schnell fühlt sie sich zu Leon, der gleichermaßen agiert wie sie, hingezogen. Sie verhilft den beiden zur Flucht.
- Kattwald: Graf im Rheingau, hinter Trier. Besitzt genügend Geld, um sich allerlei Hauspersonal zu leisten. Speist sehr gerne, weshalb ihm Leon gerade recht erscheint. Er meint alles in der Hand zu haben, weit im Lande ist er verhasst, doch gehorchen muss ihm ein jeder. Ein Codewort verbündet alle seine Mitarbeiter, Untertanen und Wachen, welches zum Zeichen seiner Treue verwendet wird, so dass ein Außenstehender sofort erkannt werden kann.
- Gregors Hausverwalter: Will zuerst Leon davon abhalten, sich beim Bischof zu beschweren sowie seinen Dienst zu kündigen. Es scheint, als wisse er von dem Geld, das Gregor spart, zudem, weshalb und wo Atalus gefangen gehalten wird. Ist für den Hof Gregors zuständig.
- Galomir: Ist der Bräutigam von Edrita, welche sich aber schlicht weigert, diesen zu heiraten, obwohl er ihr nächster Blutsverwandter ist. Er ist schwachsinnig und spricht nie in ganzen Sätzen, womit er als „triebhaft-dumpf“[2] stilisiert wird. Er wird leicht von den drei Flüchtigen überwältigt. Er besitzt auch keine richtige Aufgabe im Haus, er ist nur da, bis er geheiratet hat und Edrita auf seine Hube (kleines Landgut) mitnimmt.
- Schaffer: Grundbesitzer und Befehlshaber über Kattwalds Knechte. Dient als eine Art Kommandant der Wachen.
- Knechte: Müssen gehorchen und dienen als Wachen. Sie nehmen Atalus gefangen, bis er von seinen Landsbrüdern befreit wird.
- Fränkischer Anführer: Hat Metz übernommen, wo vorher die anderen hausten. Nahm die gesamte Stadt über Nacht ein. Greift ein, als die Knechte Leon fassen.
- Fischer: Besitzt am Fluss ein Boot, welches Passagiere auf die andere Seite transportieren soll. Ist dem Grafen Kattwald untertan, verachtet und hasst ihn jedoch auf Grund seiner Tyrannei. Will Edrita, Leon und Atalus im Fluss versenken, sobald sie weit genug draußen sind. Edrita bat ihn nämlich, sie hinüberzubringen, mit bereits erwähntem Codewort.
- Knecht: Knecht des Fischers macht das Boot klar und erhält den Auftrag, alle über Bord zu werfen. Glücklicherweise greift Leon dazwischen, der allerseits Lügen vermeidet und erklärt, auf der Flucht zu sein. Erst danach bringt man sie sicher auf die andere Seite.

## Inhalt

### 1. Aufzug
Das Werk beginnt mit einer Szene im Haus des Bischofs Gregor, der sehr sparsam lebt.
Leon, sein Koch, beschwert sich beim Hausverwalter, dass er nicht arbeiten kann, wenn er alles zurückgeben muss, was er so billig erstanden hat. Es schmerzt ihn, dass der Bischof nichts Anständiges mehr isst, und er kann nicht verstehen wieso. Der Hausverwalter ist nicht imstande Leon zurückzuhalten, seine Wut bei Gregor auszulassen. Weil Leon den Bischof einen Silberling küssen sah, denkt er, der Bischof wirtschaftet in die eigene Tasche. Leon spricht Gregor darauf an, und er bemerkt sofort dessen Wut, doch im Gespräch findet Leon heraus, was den Bischof so bedrückt:
Sein Neffe Atalus war als Geisel in den fernen Rheingau hinter Trier gebracht worden, um den Frieden zu wahren. Allerdings ist die Frist schon abgelaufen, der Krieg aber von neuem ausgebrochen. Die Feinde halten nun seinen geliebten Atalus gefangen. Für die Freilassung verlangen sie 100 Pfund, die der Bischof aber nicht besitzt. Der aufrichtige Bischof kann das Kirchgeld nicht dafür verwenden, denn es gehört den Armen und Bedürftigen, argumentiert er. Deshalb spare er an allem, was ihn selbst betreffe, so auch beim Essen. Leon erklärt sich bereit, den Neffen zurückzubringen. Der Bischof zeigt sich skeptisch und sagt ihm er soll nur gehen, aber er soll nicht lügen. Hier benützt der Bischof die Phrase, die auch der Titel des Werkes ist, „Weh dem der lügt!“ Nach einiger Überlegung verspricht Leon, Atalus zurückzubringen, auch ohne die Sünde der Lüge zu begehen, und erhält die 10 Pfund, die der Bischof bereits gesammelt hat.

### 2. Aufzug
Leon trifft auf einen Pilger, der auf dem Weg ins Rheingau ist. Er gibt dem Armen Geld für eine Geleitschaft bis zum Schloss Kattwald. Der Koch, der nun alles Geld dem Pilger gegeben hat, verkauft sich selbst als Sklaven an den Grafen, doch er sagt, er sei ein guter Koch. Das kommt dem Grafen sehr gelegen, da seine Tochter Edrita den dummen Galomir bald heiraten wird. Edrita erhielt den Auftrag, sich etwas von Leons Künsten abzuschauen; das gelingt ihr wegen seiner Heimlichtuerei jedoch schwer. Doch sie bemerkt, dass Leon etwas vorhat. Seine Erkundigung nach Atalus hält sie für verdächtig. Atalus soll Leon in der Küche helfen, dieser weigert sich jedoch vorerst. Mit viel Redekunst schafft Leon es, Atalus als Küchengehilfen zu gewinnen.

### 3. Aufzug
Abends kocht Leon einen saftigen Braten, der die Gäste anregt, jede Menge Wein zu trinken. Müde und betrunken, vergisst Graf Kattwald den Schlüssel der Tür abzuziehen, der auch das Tor nach draußen öffnet. Leider kommt Leon und Atalus ein Diener zuvor, um sich den Schlüssel zu holen. Leon hat in Erfahrung gebracht, dass der Schlüssel sicher über des Grafen Bett an der Wand hängt, und beschließt, ihn zu holen. Atalus soll laut Leons Plan in derselben Zeit einen Brückenpfeiler angraben, damit dieser nach deren Flucht beim Betreten der Verfolger zusammenbricht. Leon schleicht sich in Kattwalds Schlafzimmer, es gelingt ihm den Schlüssel zu ergattern. Edrita kommt unbemerkt durch eine Hintertür hinein und zieht den Schlüssel einer Seitentür ab. Kattwald wacht auf. Sofort schleudert Leon den Schlüssel von sich und tut so, als würde er ihn suchen. Da er nicht lügen soll, erzählt er dem Grafen, dass er ihn selbst gestohlen hat, was Kattwald als einen Scherz auffasst. Edrita tritt währenddessen aus dem Schatten und tauscht die Schlüssel aus. Leon findet den falschen Schlüssel und hängt ihn zurück, obwohl er bemerkt, dass er leichter ist als zuvor. Kattwald will nichts hören und sehen und schläft wieder ein. Leon ist am Boden zerstört, da er den Schlüssel nicht stehlen konnte, und will zu Atalus zurück, der mit dem Graben beinahe fertig ist. Doch er sieht den richtigen Schlüssel in der Tür stecken. Edrita gesteht, dass sie ihn selbst dort platziert hat. Atalus und Leon können fliehen, lassen aber das Tor offen. Galomir, der die Verfolgung aufnehmen will, stürzt in den Graben, woraufhin Edrita ihn auslacht. Kattwald glaubt Edrita hat ihn verraten und droht ihr mit dem Tod. Sie beschließt nun doch mit den beiden zu fliehen. Das Tor verschließt sie von außen.

### 4. Aufzug
Leon und Atalus streiten sich während der Flucht, bis plötzlich Edrita zu ihnen kommt. Sie hat beschlossen, niemals zurückzukehren. Galomir erscheint mit seinem Pferd, doch die drei haben sich versteckt. Edrita kommt aus dem Gebüsch und überlistet ihn wortgewandt, um ihn fesseln zu können. Etwas später kann er sich befreien und stößt in sein Horn. Am Fluss angekommen sagt Edrita dem Fährmann das Passwort für die Überfahrt. Hier überlistet Leon geschickt den Fischer.

### 5. Aufzug
In einer Scheune vor Metz haben die drei eine Pause eingelegt, doch Leon kann nicht schlafen und geht ins Freie. Dort wird er überfallen und beginnt zu beten. In diesem Moment öffnen sich die Tore und herauskommt ein fränkischer Anführer. Die Franken haben über Nacht Metz eingenommen und alle können sich beruhigt sicher fühlen.
Am Tag darauf schließt Gregor Atalus in die Arme. Edrita erklärt Gregor gegenüber ihre Absicht, Christin zu werden, und will von ihm getauft werden. Statt ins Kloster zu gehen, möchte Leon Edrita heiraten. Sie willigt sofort ein, dann klärt er die Missverständnisse, und Tricks der Flucht auf. Atalus erklärt sich bereit, Edrita, die er einst selbst zur Frau nehmen wollte, Leon zu überlassen, weil dieser ihn nach langer Zeit der Gefangenschaft endlich befreit hat und er einsieht, dass sie nur ihn liebt. Glücklich schließen sich alle in die Arme.

## Hintergrund

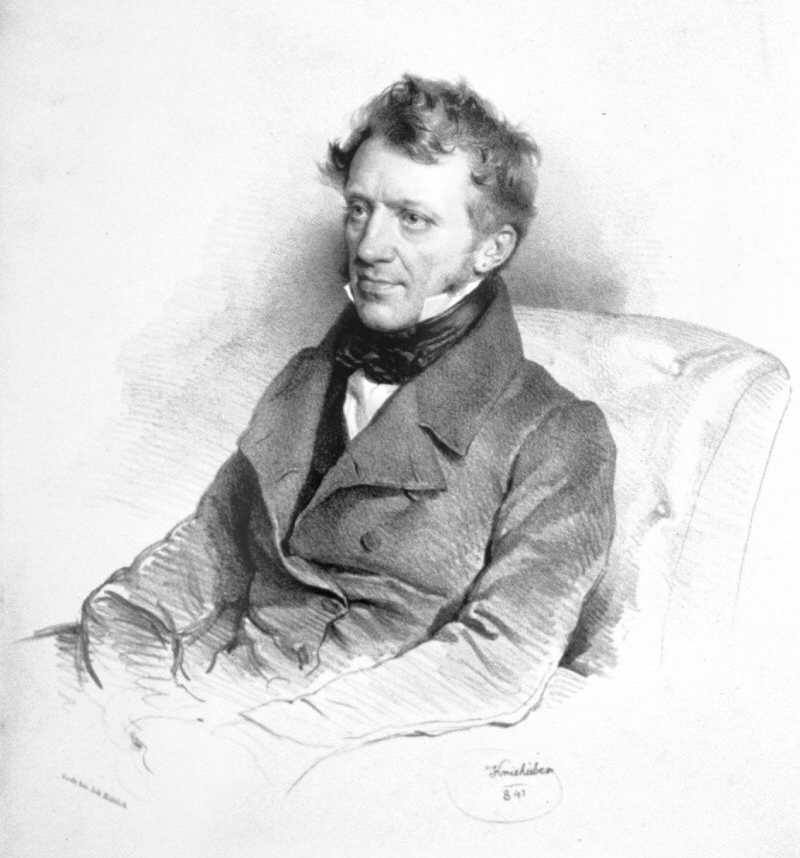
Portraitlithografie Grillparzers von Josef Kriehuber, 1841

Grillparzer besuchte in den 1820er Jahren die Artistenfakultät an der Universität Wien und hatte dort einen Jesuiten als Lehrer. Dieser erklärte ihm die zehn Gebote mit dem Ausspruch: „Es kommt auf den Geist der Handlung an, nicht auf die Worte.“ Diese These gab Grillparzer erste Ideen zu einem Lustspiel, welche er aber erst 1831 nach dem Erfolg des Stückes Der Traum ein Leben in die Tat umsetzte. Der Stoff des fünfaktigen Lustspiels Weh dem, der lügt! ist einer Anekdote des gallorömischen Geschichtsschreibers Gregor von Tours (6. Jahrhundert) in seiner Historia Francorum (deut.: „Geschichte der Franken“) entnommen. Die Idee in ihrer Gesamtheit und die eingeflochtene Liebesgeschichte zwischen Edrita und Leon (und Atalus) sind jedoch Grillparzers Eigentum.

## Uraufführung 1838

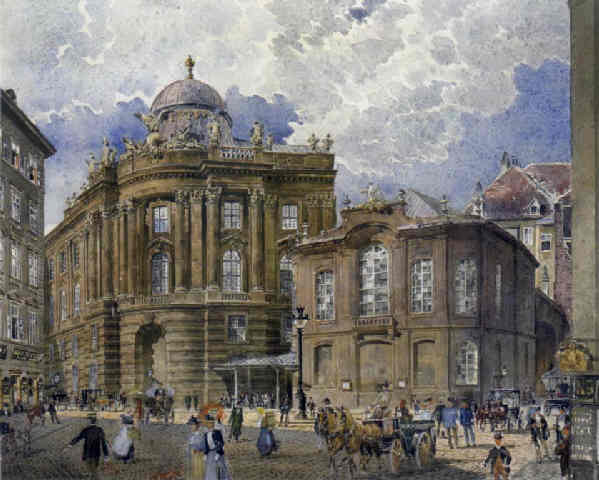
Das alte Wiener Burgtheater und die Hofburg (Gemälde von Robert Raschka)

Die Neugierde des literarischen Wiens stieg Anfang 1838 aufs Höchste, als man hörte, dass im Burgtheater bald ein Lustspiel des gefeierten Tragödiendichters Grillparzer aufgeführt werden würde. Von Augenzeugen der Uraufführung am 6. März 1838 ist überliefert, dass das Theater schon lange vor Beginn des Lustspiels voll war und dass sich einige Aristokraten schon vor Öffnung der Türen von ihren Bediensteten einen Platz besetzen ließen.
Genauso groß wie die Spannung vor der Aufführung war der Misserfolg hinterher. Nachdem das Publikum die ersten Aufzüge noch mit lautem Beifall würdigte, wurde es im Laufe der Aufführung immer gemäßigter und die letzten Szenen begegneten schließlich einer ungeduldigen Gleichgültigkeit. Von wenigen wurde behauptet, dass der Misserfolg des Stückes darauf zurückzuführen sei, dass Grillparzer mit seinem „literarischen Lustspiel“, wie jemand schrieb, viel zu hoch gezielt hätte, da das Publikum wegen seiner Unwissenheit in Bezug auf Literatur ganz einfach überfordert gewesen sei. Vor allem aber die Aristokratie zeigte sich gegenüber dem Stück vollkommen verständnislos, da man darin eine Kritik an den Reichen sah.
Durch den Misserfolg gedemütigt, zog sich Grillparzer fortan von der literarischen Öffentlichkeit und von der Wiener Gesellschaft zurück. Nach seinem Tod fand man in Grillparzers verschlossenem Schreibtisch drei weitere Dramen (Libussa, Die Jüdin von Toledo und Ein Bruderzwist in Habsburg), welche Grillparzers Verlobte Katharina Fröhlich veröffentlichte.

## Hörspiele
- 1925: Regie und Sprecher: Nicht angegeben (Deutsche Stunde in Bayern)
- 1925: Regie: Hermann Beyer, mit Karl Pündter, Paul Ellmar, Hermann Beyer, Edith Scholz, Richard Ohnsorg u. a. (Nordische Rundfunk AG)
- 1925: Regie: Karl Köstlin, mit Georg Ott, Max Heye, Leopold Biberti, Elsa Pfeiffer u. a. (Süddeutsche Rundfunk AG)
- 1925: Regie: Joseph Christean, mit Fritz Kleinke, Kurt Lesing, Joseph Christean, Liane Rosen u. a. (Ostmarken Rundfunk AG)
- 1926: Regie: Alfred Braun, mit Otto Eggerth, Wolfgang Zilzer, Alfred Braun, Erika von Thellmann, Richard Wirth u. a. (Funk-Stunde AG (Berlin), Sendespielbühne – Abteilung: Schauspiel)
- 1926: Regie: Hermann Probst, mit Paul Warschawsky, Bruno Kiebler, Edwin Franz Zillich, Helene Heinrichs u. a. (Westdeutsche Funkstunde AG, Jugendbühne)
- 1946: Bearbeitung und Regie: Inge Möller, Sprecher: Nicht bekannt (Radio Bremen)
- 1946: Regie: Cläre Schimmel, mit Hans Kroneck, Paul Land, Harald Mannl, Irmgard Busch u. a. (Radio Stuttgart)
- 1949: Regie: Wilhelm Semmelroth, mit Werner Hessenland, Max Eckard, Heinz Drache, Renate Hofrichter u. a. (Nordwestdeutscher Rundfunk, Köln)
- 1951: Regie: Hans Goguel, Sprecher: N. N. (Süddeutscher Rundfunk)
- 1962: Regie: Leopold Lindtberg, mit Heinz Woester, Andreas Wolf, Peter Brogle, Aglaja Schmid u. a. (Bayerischer Rundfunk/Schweizer Radio DRS/Österreichischer Rundfunk)
- 1980: Bearbeitung und Regie: Werner Grunow, mit Kaspar Eichel, Petra Kelling, Wilfried Ortmann, Arno Wyzniewski u. a. (Rundfunk der DDR)

## Fernsehen
- 1958: Regie: Bruno Hübner und Elisabeth Kern, mit Dieter Kirchlechner, Hans-Reinhard Müller (Bayerischer Rundfunk)